# Halictus bogoroensis
Halictus bogoroensis är en biart som beskrevs av Cockerell 1945. Halictus bogoroensis ingår i släktet bandbin, och familjen vägbin. Inga underarter finns listade i Catalogue of Life.